# Thomas Godoj
Thomas Godoj, polnisch Tomasz Jacek Godoj, (* 6. März 1978 in Rybnik, Polen) ist ein polnisch-deutscher Rocksänger und Songwriter. Er gewann 2008 die fünfte Staffel der RTL-Castingshow Deutschland sucht den Superstar (DSDS). Seit 2014 finanziert er die Produktion, Veröffentlichung und Vermarktung seiner Studioalben per Crowdfunding, 2023 erstmals über die eigene Homepage.

## Werdegang

### Leben und erste Schritte als Musiker
Seine Eltern, Danuta und Eugen Godoj, zogen mit ihm und seiner Schwester Hannah 1986 nach Deutschland und ließen sich im Oktober 1988 in Recklinghausen nieder. Nach dem Besuch der Realschule und dem Bestehen des Fachabiturs absolvierte er eine Ausbildung zum Technischen Zeichner. Im Anschluss nahm er an der Hochschule Bochum ein Studium im Fach Bauingenieurwesen auf, das er jedoch für die Musik abbrach. Thomas Godoj ist Vater einer Tochter und eines Sohnes.
Erste musikalische Schritte unternahm er als Sänger in Bands wie Cure of Souls, Fluxkompensator, Tonk! und WiNK. Mit der Formation Cure of Souls gewann er 2003 das Newcomer-Festival in Recklinghausen. Mit Tonk! machte er von 2003 bis Mitte 2005 deutschsprachige Rockmusik, deren selbst geschriebene Texte er als Leadsänger interpretierte. Beim VW-Sound-Foundation-Wettbewerb erreichte die Band die Top 10 und gewann einen Förderpreis.
Von 2005 bis Mai 2007 war Godoj Sänger bei der Band WiNK. Mit rockigen Songs wie Liebe zur Sonne, Winterkinder oder Still spielte die Gruppe im April 2007 auf der Coca-Cola-Newcomer-Tour im Rahmen eines Konzerts von Adam Green in der Muffathalle in München.
Im Sommer 2007 bewarb sich Godoj als Kandidat bei der Castingshow Deutschland sucht den Superstar, bei der er mit einer betont rockigen Auswahl von Liedern bis in das Finale vordrang. In jeder Show erhielt er mit Abstand die meisten Stimmen. Im Finale trat er am 17. Mai 2008 gegen Fady Maalouf an und gewann mit 62,20 Prozent der Zuschauerstimmen; mit dem Sieg war der Abschluss eines Plattenvertrags mit Sony BMG verbunden. Anfangs wurde Thomas Godoj von dem RTL-Juror Volker Neumüller gemanagt, von dem er sich jedoch nach kurzer Zeit trennte, weil ihre „Philosophien“ nicht zusammenpassten. Er agiert seitdem unabhängig von Dieter Bohlen und RTL.

### Musikalische Laufbahn

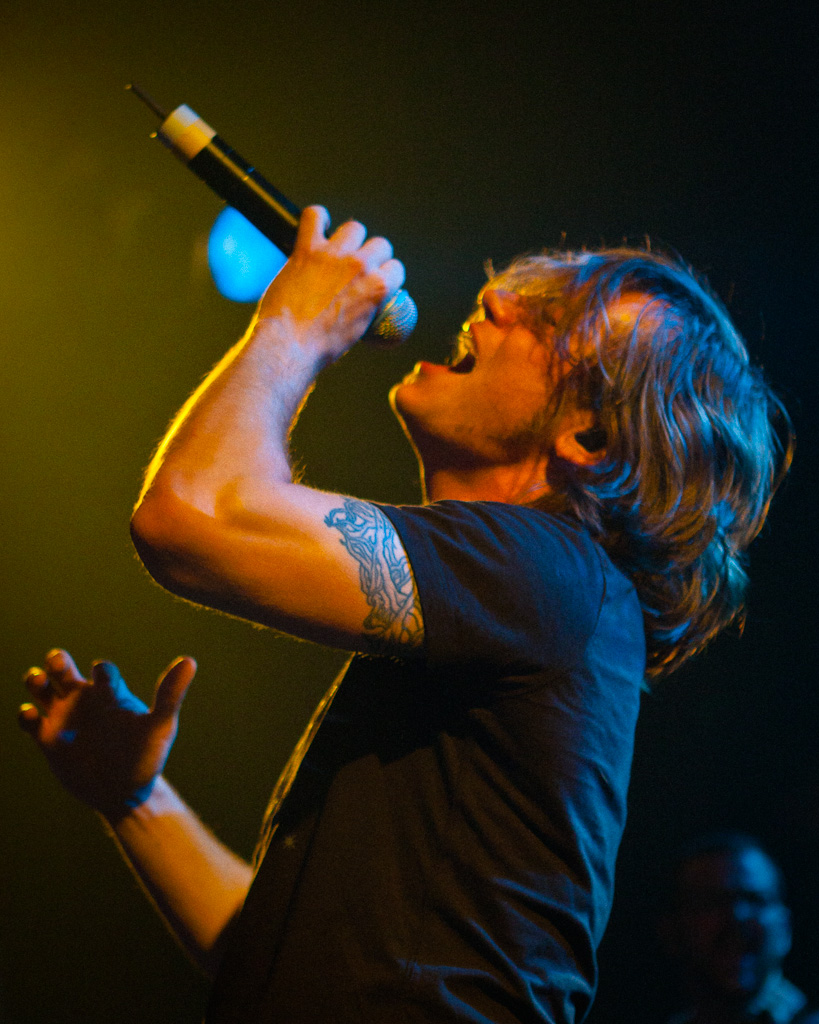
Thomas Godoj Live in der Batschkapp, Frankfurt 2010

Seine Debütsingle Love Is You stieg im Juni 2008 auf Anhieb in Deutschland, Österreich und der Schweiz auf Platz eins der Singlecharts ein. Nach zwei Wochen erhielt er bereits die erste Goldene Schallplatte für über 150.000 verkaufte Singles in Deutschland. Sein Debütalbum Plan A! belegte im Juli 2008 auf Anhieb in Deutschland und Österreich den 1. Platz der Charts, erreichte bereits in der ersten Verkaufswoche Goldstatus und im Oktober 2008 Platin.
Ebenfalls 2008 wurde er bei den Jetix-Awards als Newcomer of the Year und bei den Nickelodeon Kids’ Choice Awards als „Lieblingssänger“ ausgezeichnet und war darüber hinaus bei der Goldenen Henne als bester Newcomer nominiert. Das polnischsprachige Magazin Samo Życie verlieh ihm am 20. Oktober 2008 beim Koncert Gwiazd in Essen den Preis Journalia 2008 für seinen Beitrag zur deutsch-polnischen Völkerverständigung. 2009 erhielt Thomas den deutschen Musikpreis Echo in der Kategorie „Bester Newcomer National“. Nebenbei nahm Godoj den Song Helden gesucht als EM-Song noch einmal mit der deutschen U21-Fußballnationalmannschaft auf.
Im November 2009 veröffentlichte er sein zweites Album Richtung G, das seine eigene Handschrift deutlich erkennen lässt. Seine Texte setzen sich selbstkritisch mit seiner Rolle als Superstar auseinander oder versuchen anderen Menschen Mut zu machen. Mit Richtung G wurde auch Winterkinder veröffentlicht, das sich mit dem Thema Kindesmissbrauch beschäftigt. Die sehr spärlich instrumentierte, auf Englisch gesungene Ballade Walking with You setzt seine Stimme in den Vordergrund und zeigt dadurch eine andere Facette des Musikers. Am 12. März 2010 erfolgte die Auskopplung von Uhr ohne Stunden, ein Gedicht über die Bedeutung der Zeit.
Am 24./25. September 2011 drehte er über den Dächern Berlins das Musikvideo zu Dächer einer ganzen Stadt. Dieser Song wurde am 7. Oktober 2011 als Singleauskopplung seines am 14. Oktober 2011 erschienenen dritten Albums So gewollt veröffentlicht.
Nach drei Studioalben veröffentlichte er am 20. April 2012 mit Live ausm Pott sein erstes Livealbum, das während seiner Tour zum Album So gewollt am 3. und 4. Dezember 2011 in Recklinghausen aufgenommen worden war.
Anfang März 2013 drehte er zusammen mit dem YouTuber Alexander Böhm, auch bekannt unter AlexiBexi, das Video zu Männer sind so. Dieser Song erschien am 22. März 2013 als Vorabsingle zu seinem gleichnamigen Album, das am 31. Mai 2013 veröffentlicht wurde. Die Songs werden auf dem Album sehr viel rockiger präsentiert als bei den früheren Alben Richtung G und So gewollt und sind erstmals mit den Liveauftritten vergleichbar. Die Songs sind gesellschaftskritisch, humorvoll selbstkritisch, besingen seine Liebe zum Pott und setzen sich mit früheren Beziehungen auseinander. Ende 2013 startete Godoj mit den ersten drei Terminen seiner V'stärker aus-Show. Er präsentierte eine Songauswahl aus seinen vier Alben akustisch umarrangiert. Begleitet wurde er von Moritz Schuster (Piano), Johanna Stein (Cello), Torsten Bugiel (Schlagzeug) und Sebastian Netz (Gitarre).
Das Album V wurde über eine Crowdfunding-Plattform finanziert. Das Finanzierungsziel von 55.000 Euro, das für Produktion und Promotion des Albums vorgesehen war, wurde innerhalb von 24 Stunden erreicht. Damit stellte er im Bereich Musik einen europäischen Crowdfunding-Rekord auf. Am 26. September 2014 veröffentlichte er als Vorabsingle zum Album V den Song Magnetisch. Er war über verschiedene Portale als Download verfügbar. Am 24. Oktober 2014 wurde V in verschiedenen Editionen veröffentlicht. Auf Powermetal.de wurde Thomas Godoj aufgrund dieses Albums als „großer Hoffnungsträger für den deutschsprachigen (Hard)Rock“ bezeichnet. Diese Finanzierungsaktion 2014 ermöglichte ihm außerdem, am 25. September 2015 noch das Akustik-Album V’stärker aus (Das Akustik-Album) unter seinem zuvor gegründeten eigenem Label Tomzilla-Musik zu veröffentlichen. Dies ist auch der Grund für die Schreibweise des Titels. In Analogie zum V des fünften Studio-Albums soll das herausgestellte V im Titel des Akustik-Albums darauf aufmerksam machen, dass beide auf dieses Projekt zurückzuführen sind.

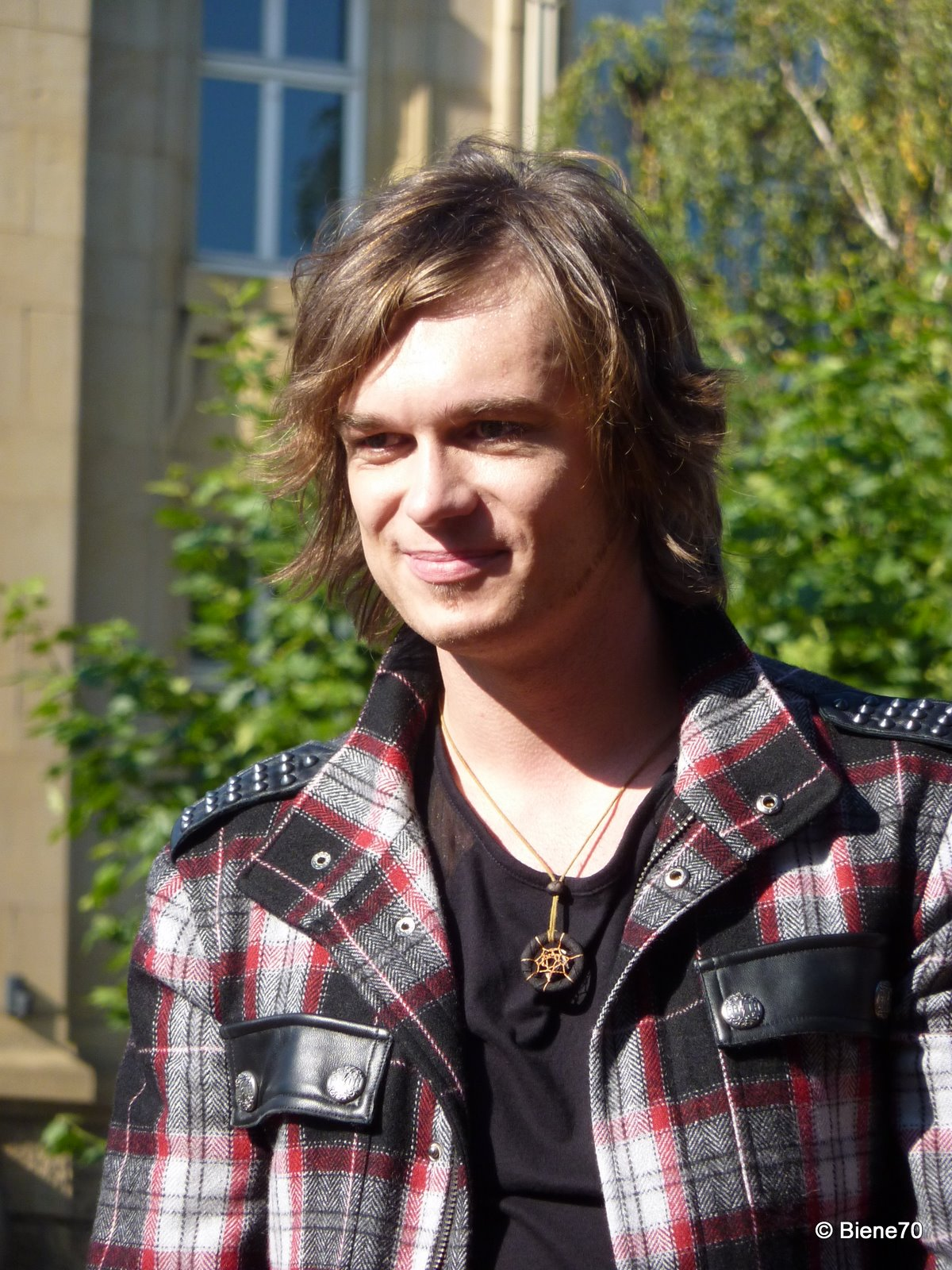
Videodreh am 22. September 2009 in Recklinghausen

Auch sein sechstes Studioalbum Mundwerk wurde per Crowdfunding finanziert. Nach Abschluss der Kampagne am 26. März 2016 waren knapp 187.000 Euro eingegangen, die die Kosten für Produktion und Promotion des Albums decken sollen. Die Vorabsingle Mensch sein wurde am 1. Juli 2016 über verschiedene Portale veröffentlicht und das Video dazu am 3. Mai 2016 in Bielefeld von dluxe Media gedreht. In einem komplett weißen Studio wurden zwölf nackte Menschen, denen auf der Brust in verschiedenen Sprachen das Wort „Mensch“ gemalt war, gefilmt.
Wie die beiden letzten Alben wurde auch das am 25. Mai 2018 veröffentlichte siebte Studioalbum 13 Pfeile (Album) per Crowdfunding finanziert.
Am Ende der Finanzierungsphase hatte er über 207.000 € für die neue Albumproduktion zusammen. „Einen Betrag, den in Europa noch kein anderer Künstler verbuchen konnte und der zeigt, dass Thomas Godoj immer noch von einer treuen Anhängerschaft unterstützt wird“, resümiert Kai Butterweck von laut.de in seiner Rezension.
Am 13. November 2020 veröffentlichte er sein achtes Studioalbum Stoff, das wieder per Crowdfunding finanziert worden war. Am Ende der Finanzierungsphase, die am 8. Mai 2020 startete und bis zum 24. Juli 2020 lief, waren über 150.000 € zusammengekommen. Aufgrund der Corona-Pandemie konnte das Album nicht wie gewohnt mit einer ausgedehnten Tour live präsentiert werden.
Im Jahr 2023 folgte das Album des Jahres betitelte neunte Studioalbum (Veröffentlichung 3. November 2023), dessen Produktion erneut mit einem Crowdfunding – zum ersten Mal über die eigene Website mit einem eigens dafür eingerichteten Crowdfunding-Shop – finanziert wurde. Am Ende der dreimonatigen Laufzeit waren erneut über 100.000 € zusammengekommen.
Aktuell arbeitet Godoj an seinem 10. Studioalbum, dessen VÖ für den 6. März 2026 geplant ist. Das sechste Crowdfunding startet am 1. Mai 2025 und endet am 1. August 2025. Das Ziel, das erstmalig auf 60.000 € aufgestockt werden musste, wurde am 19. Mai erreicht. Ende Mai wurde von Godoj verkündet, dass das Album Kreuzwege heißen wird. Am Tag der Veröffentlichung, den 6. März 2026, soll im Irish House Kaiserslautern die Releaseparty stattfinden, woraufhin die Album Tour durch Deutschland folgt.

### Touren, Festivals und andere Liveauftritte
Nach einigen Auftritten bei Festivals im Sommer und Herbst 2008 startete Thomas Godoj am 4. Dezember 2008 in Recklinghausen seine „Plan A!“-Tour, die ihn bis März 2009 an 37 Konzertterminen durch Deutschland, Österreich und die Schweiz führte. In seiner Band wirkten mit dem Schlagzeuger Torsten Bugiel und dem Gitarristen Sebastian Netz auch zwei Mitglieder seiner früheren Band WiNK mit; außerdem waren als Gitarrist René Lipps, als Bassist Bonny G. Assan und am Keyboard Daniel Geist dabei. Bei den meisten Konzerten war Tom Fronza als Gastmusiker am Didgeridoo beteiligt.
Am 4. April 2009 fand ein Unplugged-Konzert im Hardrockcafé Köln statt. Dieses Konzert fand zugunsten des Erde-Mensch-Projekt des aus Süddeutschland stammenden Musikers und Sozialarbeiters Sio Steinberger statt.

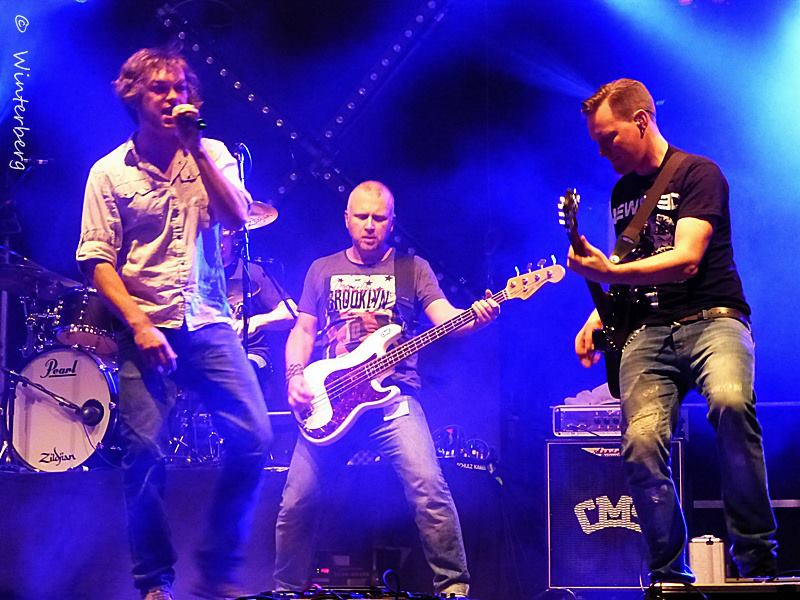
Echt.Scharf.Solingen am 9. August 2013 (von links: Thomas Godoj, Sebastian Naas und Tobi Born)

Auf verschiedenen Sommerfestivals haben im Jahr 2009 bis zu 20.000 Zuschauer weitere Plan-A!-Konzerte besucht.

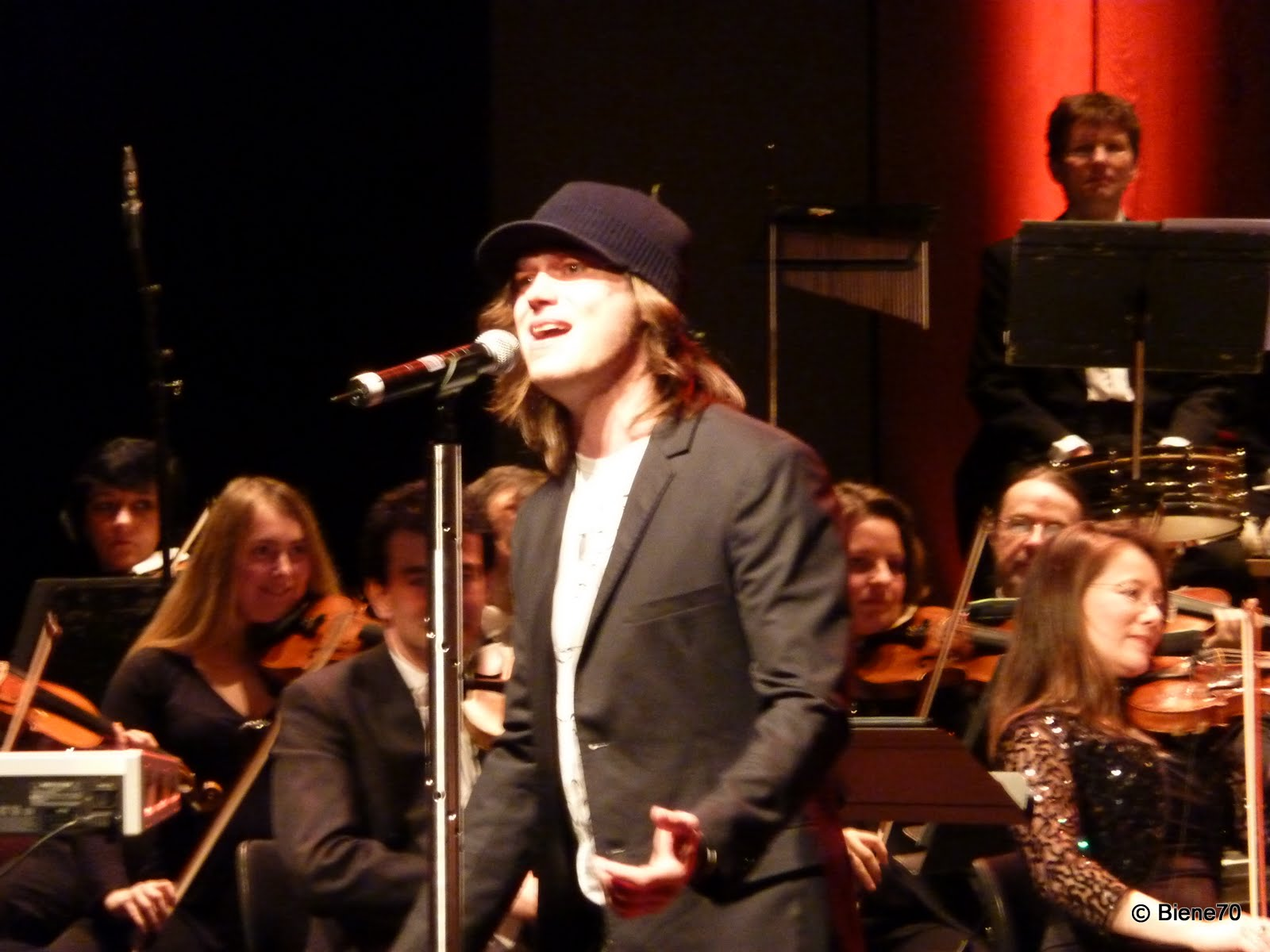
Haiti-Benefizkonzert Thomas Godoj mit der NPW, 28. Januar 2010

Nach der Veröffentlichung des neuen Albums Richtung G startete Thomas Godoj am 5. Dezember 2009 mit seiner Band die „Richtung G-Tour“. Lediglich Tom Fronza war nicht mehr beteiligt.
Am 28. Januar 2010 trat Thomas Godoj mit seiner Band zusammen mit der Neuen Philharmonie Westfalen unter der Leitung von Heiko Mathias Förster im Ruhrfestspielhaus Recklinghausen auf. Anlass und Zweck dieses Crossovers war eine Spendenaktion zugunsten der Erdbebenopfer in Haiti.
Im April/Mai 2010 fand die Richtung-G-Tour ihre Fortsetzung. In kleineren Locations wurde vollständig auf Coversongs verzichtet.
Am 29. Mai 2010 trat Thomas Godoj im Vorprogramm des WM-Boxkampfes zwischen Vitali Klitschko und Albert Sosnowski in der Veltins-Arena in Gelsenkirchen auf. Er präsentierte dort erstmals den zur Fußball-Weltmeisterschaft 2010 veröffentlichten Song Hand aufs Herz. Der Song ist eine Adaption des auf dem Album Richtung G befindlichen Stückchen Ewigkeit, das er mit seiner Band zur Fußballweltmeisterschaft 2010 extra umgeschrieben hat.
Am 4./5. Dezember 2010 fanden traditionell wieder die Nikolaus-Konzerte in Recklinghausen statt, die dieses Mal die Richtung-G-Tour abschlossen. Die Band stellte zu diesem Anlass den Song Niemandsland vor, der gesellschaftskritisch ist. Dazu sagt er selbst:

„Es geht im Prinzip um Verantwortung den Mitmenschen gegenüber. Dazu hat der Song dann Metaphern aus dem alltäglichen Leben.“

Zu Beginn des Jahres 2011 gab es in der Band eine Neuformierung. Christian Bömkes, der bislang als Songwriter (auch für Laith Al-Deen, Stanfour u. a.) schon an einigen Songs von Thomas Godoj beteiligt war, ergänzte die Band als Bassist. Er war wie Torsten Bugiel und Sebastian Netz auch Mitglied Godojs früherer Band WiNK, die somit fast wieder komplett ist. Ebenfalls neu sind Jörg Weisselberg (Gitarre) und Wolfdieter Hieke (Keyboard). Die gleichnamige Tour zum Album So gewollt eröffnete die Band am 3. und 4. Dezember 2011 traditionell zu Nikolaus mit zwei Konzerten in Recklinghausen. Während dieser Konzerte wurden Filmaufnahmen für eine Live-DVD/-CD gedreht. Die zehn Termine im Dezember 2011 waren ausverkauft.
Ende März 2012 kam es erneut zu einer Umformierung in der Band. Christian Bömkes und Jörg Weisselberg verließen die Band, um zusammen mit Jeanette Biedermann zukünftig in der Band Ewig zu spielen. Statt dieser beiden übernahmen Sebastian Naas den Bass und Tobi Born die Gitarre. Sie wechselte zum gleichen Zeitpunkt auch zur klassischen Besetzung einer Rockband, das heißt die Grundinstrumentierung wurde nicht mehr durch ein Tasteninstrument unterstützt.
Im Dezember 2012 fand die So gewollt-Tour mit einigen Zusatzkonzerten, traditionell auch in Recklinghausen ihren Abschluss. Während einiger seiner Zusatzkonzerte gab es dieses Mal ein Duett mit der Schweizer Sängerin Jaël Malli der Band Lunik.
So wie sie zusammen mit ihm während seiner Konzerte in Deutschland auftrat, so sangen beide den Song What If I – Der Moment zusammen während ihrer zeitgleich im November und Dezember 2012 verlaufenden Tour in der Schweiz. Der Song war einige Wochen zuvor bei einem Treffen in einem Berliner Studio von beiden Künstlern und Luk Zimmermann, Gitarrist der Band Lunik, geschrieben worden.
Am 31. Mai 2013, dem Tag der Veröffentlichung seines vierten Studioalbums Männer sind so, war Thomas Godoj mit seiner Band erneut auf Deutschlandtour, die ihn durch ganz Deutschland führte. Sie endete nach 14 Terminen am 18. Juni 2013.
Nach der Veröffentlichung seines fünften Studioalbums V startete er am 26. November 2014 erneut seine Tour durch Deutschland. Begleitet wurde er dabei von Torsten Bugiel, Sebastian Naas, Sebastian Netz und erstmals von Thomas Spindeldreher. Nachdem am 25. September 2015 sein erstes Akustikalbum veröffentlicht wurde, startete die Band am 9. Oktober 2015 in Köln in der Kulturkirche eine Akustik-Tour. Für diese Tour wurden Orte gewählt, die eine besondere Atmosphäre besitzen. Neben Torsten Bugiel (Jazz-Drumset) und Sebastian Netz (Akustikgitarre), die Thomas Godoj seit Beginn seiner musikalischen Laufbahn begleiten, wurde er bei dieser Tour noch von Bianca Preché (Geige), Niklas Hardt (Cello), Hannes Kelch (Akustische Bassgitarre) und Moritz Schuster (Piano) unterstützt.
Am 17. September 2016 fand in Haltern am See das Release-Konzert zu seinem sechsten Studioalbum Mundwerk statt. Nach dessen Veröffentlichung schloss sich wieder eine Deutschlandtournee an. Die gleichnamige Tour zum Album startete am 18. November 2016 in Frankfurt am Main und endete am 11. Dezember 2016 in Leipzig. Auf dieser durch 13 Städte führenden Tour wurde er von Sebastian Netz, Thomas Spindeldreher (beide Gitarre), Sebastian Heuckmann (E-Bass) und Olli OZ Schmitz (Schlagzeug) begleitet.
Das Release-Konzert zu seinem siebten Studioalbum 13 Pfeile fand am 25. Mai 2018 in der 1890 in Betrieb genommenen Pumpstation Rohrmeisterei Schwerte statt. Über die Sommermonate fanden einige Sommerevents und vor allem Wohnzimmerkonzerte statt, die über das Crowdfunding auch für die Finanzierung von 13 Pfeile wieder erworben werden konnten. Am 5. Oktober 2018 startete die 13 Pfeile-Tour in Frankfurt. Die ursprünglich für den 3. Oktober in Nürnberg und den 4. Oktober in München geplanten Konzerte sind in den März 2019 verschoben worden. Wie auch in den Jahren zuvor ist er dazwischen auch akustisch auf Tour. Im Interview sagt er, was ihm hierbei wichtig ist:

„Wir sind da auch mit einem Fingerstyle-Gitarristen unterwegs, der mit seiner Gitarre zwei, drei Instrumente ersetzt. Dementsprechend muss man Songs auch erstmal auseinander flippen und anders arrangieren. Auch die Härte eines Songs muss unabhängig von der Tonart akustisch transportiert werden. Das ist natürlich auch der Anspruch, den wir haben und den wir versuchen, auf die Bühne zu bekommen.“

Am 13. November 2020 wurde das Album Stoff im Rahmen eines Release-Konzertes zum Veröffentlichungstermin im Jovel, Münster vorgestellt. Das Release-Konzert war ursprünglich als Stream und mit 170 Zuschauern vor Ort geplant. Aufgrund der hohen Infektionszahlen im Herbst 2020 während der COVID-19-Pandemie konnte das Konzert jedoch nur als Stream stattfinden.
Im Juni 2024 folgte mit dem Gig auf dem Rage Against Racism in Duisburg Godojs erstes Metal-Festival seiner Karriere.

## Soziales Engagement
Thomas Godoj beteiligt sich an mehreren gemeinnützigen Projekten. Sein erstes Benefiz-Konzert gab er am 4. April 2009 im Hardrock Café Köln. Das Erde-Mensch-Projekt, zu dessen Gunsten das Konzert stattfand, kümmert sich um Jugendliche aus schwierigem sozialen Umfeld. Am 20. Juni 2009 trat er im Rahmen der „Clean Winners Charity 2009“ in Bad Griesbach, bei der für sozial benachteiligte Kinder gesammelt wurde, zusammen mit Daniel Geist (Flügel) auf. 
Godoj betreut vor allem Projekte zur Unterstützung benachteiligter Kinder. Deshalb initiierte der Künstler, der mittlerweile Botschafter der Kindernothilfe ist,  auch das Crossover-Konzert zusammen mit der Neuen Philharmonie Westfalen am 28. Januar 2010. Der Kindernothilfe Duisburg konnte ein Scheck über knapp 42.500 € überreicht werden. Am Projekt Schule ohne Rassismus – Schule mit Courage beteiligt er sich ebenfalls als Pate.

## Sonstiges
Die Veröffentlichung seines vierten Studioalbums Männer sind so im Mai 2013 führte zu einer Zusammenarbeit mit dem Carlsen-Verlag. Es entstand das am 2. Oktober 2013 erschienene Buch Männer sind so. Dieses humoristische Buch hat den Anspruch, die 120 witzigsten Fragen zu beantworten, die Frauen schon immer über Männer wissen wollten.

## Auftritte bei „Deutschland sucht den Superstar“

### Ergebnisse bei den einzelnen Mottoshows
| Mottoshow (Datum)                                                         | Lied                                       | Originalinterpret              | Platzierung       |
| ------------------------------------------------------------------------- | ------------------------------------------ | ------------------------------ | ----------------- |
| Top-15-Show: Jetzt oder Nie! (8. März 2008)                               | Chasing Cars                               | Snow Patrol                    | 1./15 mit 47,50 % |
| Aktuelle Superhits (15. März 2008)                                        | Stark                                      | Ich + Ich                      | 1./10 mit 52,75 % |
| Die größten Filmhits (22. März 2008)                                      | Same Mistake                               | James Blunt                    | 1./9 mit 39,88 %  |
| Mariah Carey und Take That (5. April 2008)                                | Rule the World                             | Take That                      | 1./8 mit 52,10 %  |
| Greatest Hits (12. April 2008)                                            | I Still Haven’t Found What I’m Looking For | U2                             | 1./7 mit 40,81 %  |
| Songs der Jury (19. April 2008)                                           | Shadow of the Day                          | Linkin Park                    | 1./6 mit 50,38 %  |
| Partyklassiker und Balladen (26. April 2008)                              | You Get What You Give                      | New Radicals                   | 1./5 mit 50,04 %  |
| Partyklassiker und Balladen (26. April 2008)                              | Behind Blue Eyes                           | Limp Bizkit / The Who          | 1./5 mit 50,04 %  |
| Deutschland gegen England (3. Mai 2008)                                   | Wonderwall                                 | Oasis                          | 1./4 mit 46,83 %  |
| Deutschland gegen England (3. Mai 2008)                                   | Mensch                                     | Herbert Grönemeyer             | 1./4 mit 46,83 %  |
| Beatles, Nummer-1-Hits und Dedicated to … (10. Mai 2008)                  | In the Shadows                             | The Rasmus                     | 1./3 mit 46,34 %  |
| Beatles, Nummer-1-Hits und Dedicated to … (10. Mai 2008)                  | Let It Be                                  | The Beatles                    | 1./3 mit 46,34 %  |
| Beatles, Nummer-1-Hits und Dedicated to … (10. Mai 2008)                  | Easy                                       | Faith No More / The Commodores | 1./3 mit 46,34 %  |
| Finale (Lieblingssong, Mottoshow-Highlight und Finaltitel) (17. Mai 2008) | Fairytale Gone Bad                         | Sunrise Avenue                 | 1./2 mit 62,20 %  |
| Finale (Lieblingssong, Mottoshow-Highlight und Finaltitel) (17. Mai 2008) | Chasing Cars                               | Snow Patrol                    | 1./2 mit 62,20 %  |
| Finale (Lieblingssong, Mottoshow-Highlight und Finaltitel) (17. Mai 2008) | Love Is You                                | Thomas Godoj                   | 1./2 mit 62,20 %  |

## Diskografie
Studioalben

| Jahr | Titel Musiklabel                            | Höchstplatzierung, Gesamtwochen, AuszeichnungChartplatzierungen (Jahr, Titel, Musiklabel, Platzierungen, Wochen, Auszeichnungen, Anmerkungen) | Höchstplatzierung, Gesamtwochen, AuszeichnungChartplatzierungen (Jahr, Titel, Musiklabel, Platzierungen, Wochen, Auszeichnungen, Anmerkungen) | Höchstplatzierung, Gesamtwochen, AuszeichnungChartplatzierungen (Jahr, Titel, Musiklabel, Platzierungen, Wochen, Auszeichnungen, Anmerkungen) | Anmerkungen                                            |
| Jahr | Titel Musiklabel                            | DE | AT | CH | Anmerkungen                                            |
| ---- | ------------------------------------------- | --- | --- | --- | ------------------------------------------------------ |
| 2008 | Plan A! Columbia Records (Sony BMG)         | DE1 Platin · (25 Wo.)DE | AT1 (8 Wo.)AT | CH3 (11 Wo.)CH | Erstveröffentlichung: 4. Juli 2008 Verkäufe: + 200.000 |
| 2009 | Richtung G Columbia Records (Sony)          | DE15 (3 Wo.)DE | — | — | Erstveröffentlichung: 20. November 2009                |
| 2011 | So gewollt SPV Recordings (SPV)             | DE24 (1 Wo.)DE | AT67 (1 Wo.)AT | CH82 (1 Wo.)CH | Erstveröffentlichung: 14. Oktober 2011                 |
| 2013 | Männer sind so SPV Recordings (SPV)         | DE28 (1 Wo.)DE | — | — | Erstveröffentlichung: 31. Mai 2013                     |
| 2014 | V Tomzilla Musik (Sony)                     | DE51 (1 Wo.)DE | — | — | Erstveröffentlichung: 24. Oktober 2014                 |
| 2016 | Mundwerk Tomzilla Musik (Sony)              | DE29 (1 Wo.)DE | — | — | Erstveröffentlichung: 23. September 2016               |
| 2018 | 13 Pfeile Tomzilla Musik (Sony)             | DE27 (1 Wo.)DE | — | — | Erstveröffentlichung: 25. Mai 2018                     |
| 2020 | Stoff F.A.M.E. Recordings (Sony)            | — | — | — | Erstveröffentlichung: 13. November 2020                |
| 2023 | Album des Jahres F.A.M.E. Recordings (Sony) | — | — | — | Erstveröffentlichung: 3. November 2023                 |

## Auszeichnungen
- 2008
  - Nick Kids’ Choice Awards: Lieblingssänger
  - Journalia 2008, Preis des polnischen Magazins „Samo Życie“
  - Jetix-Awards: Newcomer of the Year

- 2009
  - Echo Pop in der Kategorie Erfolgreichster Newcomer National

- 2017
  - Drums.de Musik Fach-Award in der Kategorie Best Music Act National 2017[56]